# یو یاماموتو
یو یاماموتو (انگلیسی: Yu Yamamoto، زاده ۲۰ اوت ۱۹۸۸) بازیکن سافت‌بال اهل ژاپن است.